# Храм Вознесіння Господнього (Ростов-на-Дону)

 Храм Вознесіння Господнього (Ростов-на-Дону) (рос. Храм Вознесения Господня (Ростов-на-Дону)) —  православний храм, побудований в 1910-1913 роках на Братському кладовищі Ростова-на-Дону. Будівництво храму здійснювалося на кошти купців Герасимова, Мясникова і Сафонова під керівництвом архітектора Р. Н. Васильєва. Головний престол освячений на честь Вознесіння Господнього. Бічні приділи — в честь Адріана і Наталії і в честь Іоанна Богослова. Церква має статус об'єкта культурної спадщини регіонального значення.

## Історія
У 1892 році після епідемії холери за міською межею виникло кладовище, яке отримало назву Братського. Воно стало найбільшим кладовищем Ростова-на-Дону. Перший час на ньому не було навіть каплиці.
З 1891 по 1908 рік на Новій Базарній площі велося будівництво Олександро-Невського собору. На цей період поруч розташовувалася тимчасова мурована церква, збудована за проектом Сергія Загоскіна. Після освячення собору було прийнято рішення не зносити цю церкву повністю, а розібрати і перевезти будівельний матеріал на Братське кладовище для будівництва там нового храму.
Перенесення храму здійснювалося на кошти купців Герасимова, Мясникова і Сафонова. Будівництво велося під керівництвом міського архітектора Р. Н. Васильєва.
В архітектурі храму були присутні елементи неовизантийского і неоруского стилів. Спочатку храм мав одну велику голову і чотири малі баньки. Для оформлення фасадів використовувалася цегляна облицювання. Над західним входом височіла шатрова дзвіниця. Основний обсяг храму завершувалося куполом з главкою. Розміри храму складають 38×20 м.
У 1929 році храм був закритий. У його приміщенні влаштували склад стадіону «Динамо». У 1933 році після звернення Успенської громади до влади в храмі відновилися богослужіння. У 1937 році храм був повторно закритий. В 1930-1940-х роках були зруйновані дзвіницю і купол храму. У 1942 році під час німецької окупації храм був знову відкритий. Офіційне відкриття храму відбулося в 1946 році, і з тих пір богослужіння не припинялися.
В кінці 1990-х років проводилися реставраційні роботи, в ході яких було відновлено дзвіницю і купол. У другій половині 2000-х років проводилася реконструкція внутрішнього оздоблення храму.